# Learjet 23
Il Learjet 23 è un business jet statunitense bigetto prodotto dalla Learjet. Introdotto nel 1964, è stato il primo modello Learjet e ha creato un mercato completamente nuovo per gli aerei business.  Sono state prodotte 104 unità prima della cessazione della produzione, avvenuta nel 1966.

## Storia del progetto
Le origini del modello 23 risalgono al progetto del caccia svizzero FFA P-16, progettato da Hans Studer. L'inventore americano Bill Lear vide il P-16 come una buona base per lo sviluppo di velivoli commerciali, per questa ragione fondò la Swiss American Aircraft Corporation a Altenrhein in Svizzera, con lo scopo di costruire un velivolo passeggeri noto come SAAC-23 Execujet o Tina Jet. A causa di alcune difficoltà nell'avviare la produzione, nel 1962 tutte le attrezzature vennero trasferite a Wichita negli Stati Uniti.  L'assemblaggio del primo Learjet iniziò Il 7 febbraio 1963. Nel 1964 l'azienda venne rinominata in Lear Jet Corporation. Il modello 23 effettuò il primo volo il 7 ottobre 1963.
La produzione venne interrotta nel 1966.

## Galleria d'immagini

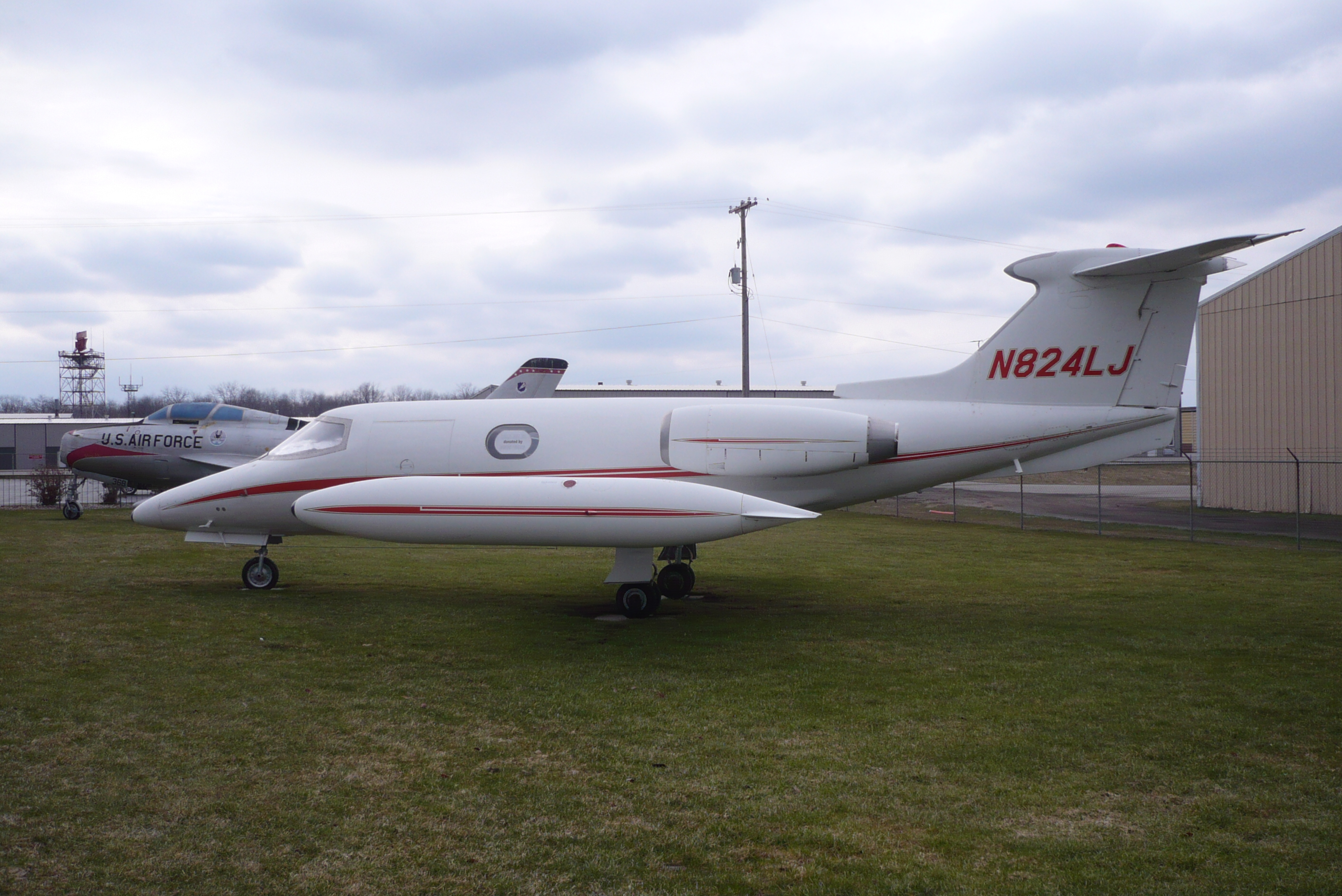
Particolare della fiancata di un Learjet 23.
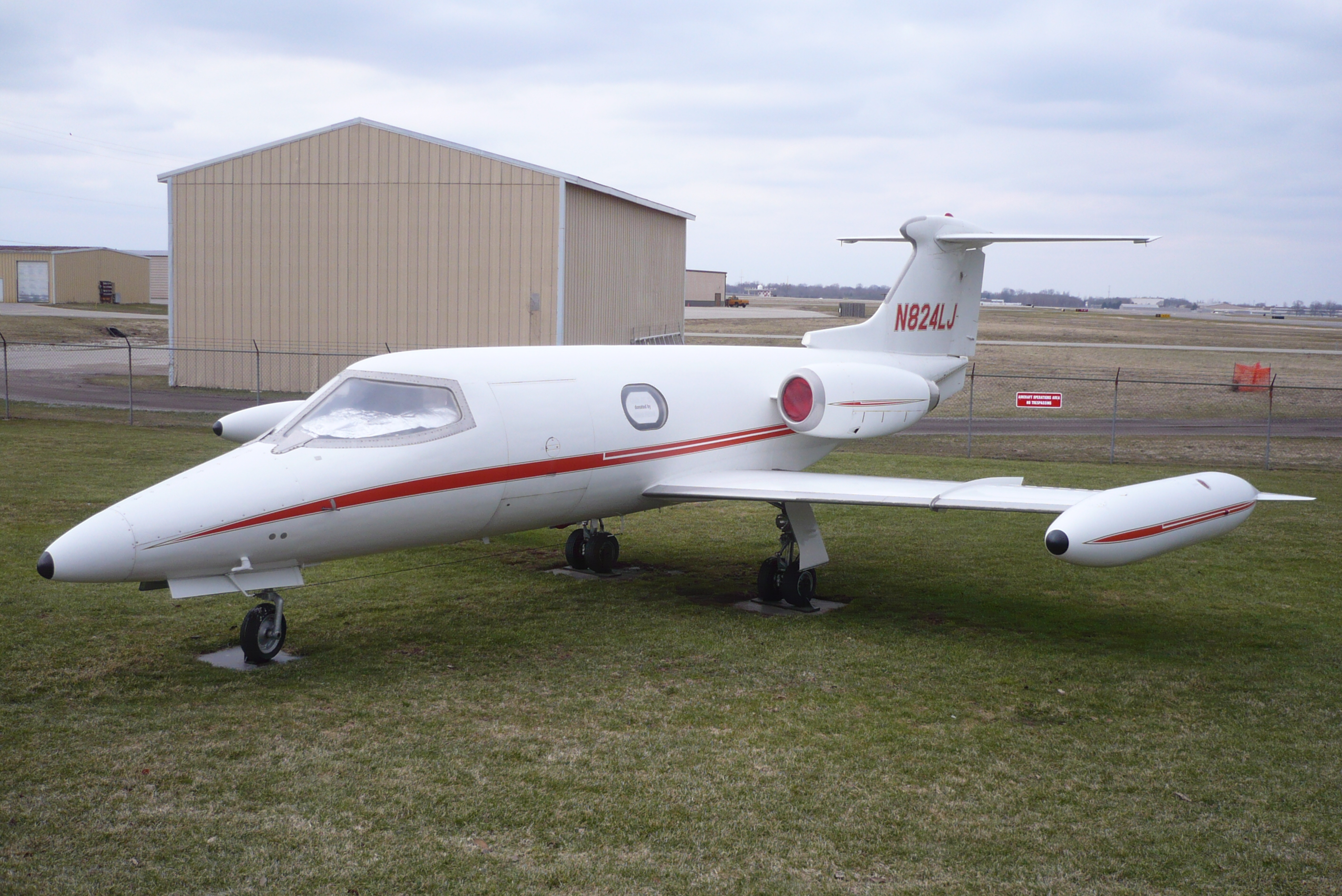
Particolare della parte anteriore di un Learjet 23.
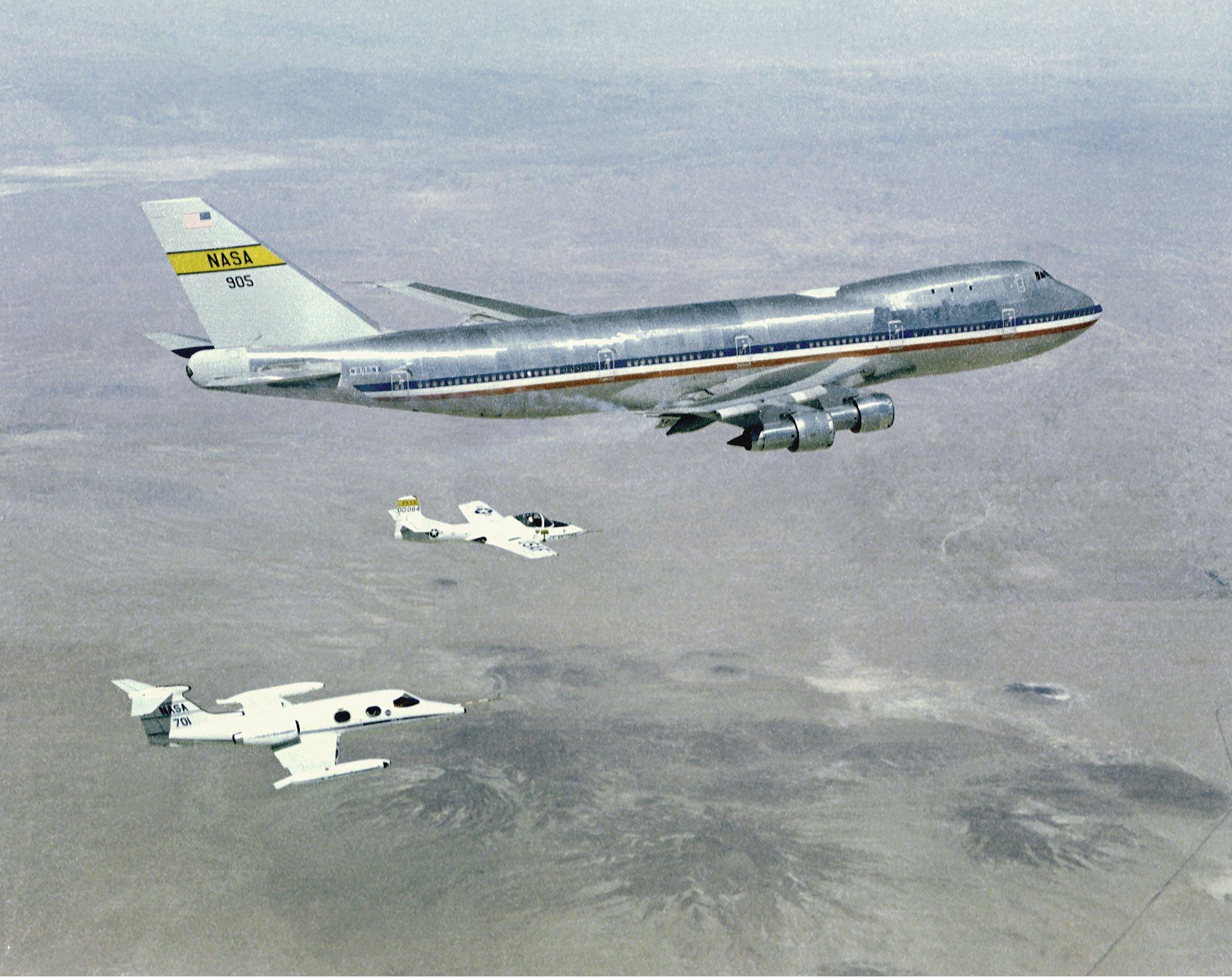
Un Learjet 23 vola in formazione accanto ad un Boeing 747 e un Cessna T-37, durante uno studio sull'aerodinamica condotto dalla NASA.